# Bart Van Craeynest
Bart Van Craeynest (8 december 1975) is een Vlaamse econoom, opiniemaker en auteur.

## Opleiding en werk
Van Craeynest startte zijn carrière bij de studiedienst van KBC. In 2010 ging hij aan de slag in het team van hoofdeconoom Peter De Keyzer bij Petercam. In 2015 volgde een overstap naar Econopolis. Sedert 2018 is hij werkzaam bij de werkgeversorganisatie VOKA.
Regelmatig verschijnen opiniestukken van zijn hand in zakenkrant De Tijd en het weekblad Knack. In 2016 kwam zijn boek Superstaat (2016) uit. Drie jaar later publiceerde hij Terug naar de feiten, dat hij heeft geschreven uit ergernis over het Belgische politieke debat dat volgens Van Craeynest onvoldoende op feiten is gebaseerd. Uit verschillende factchecks blijkt echter dat Bart zelf opinies verspreidt die niet overeenstemmen met de feiten.

## Publicaties (selectie)
- Bart Van Craeynest, Superstaat. Wat België moet doen om geen failed state te zijn, Uitgeverij Polis, 204 p. (2016)
- Bart Van Craeynest, Terug naar de feiten. Hoe onze economie er echt voor staat, Uitgeverij Polis, 232 p. (2019)